# Кардинал червоний

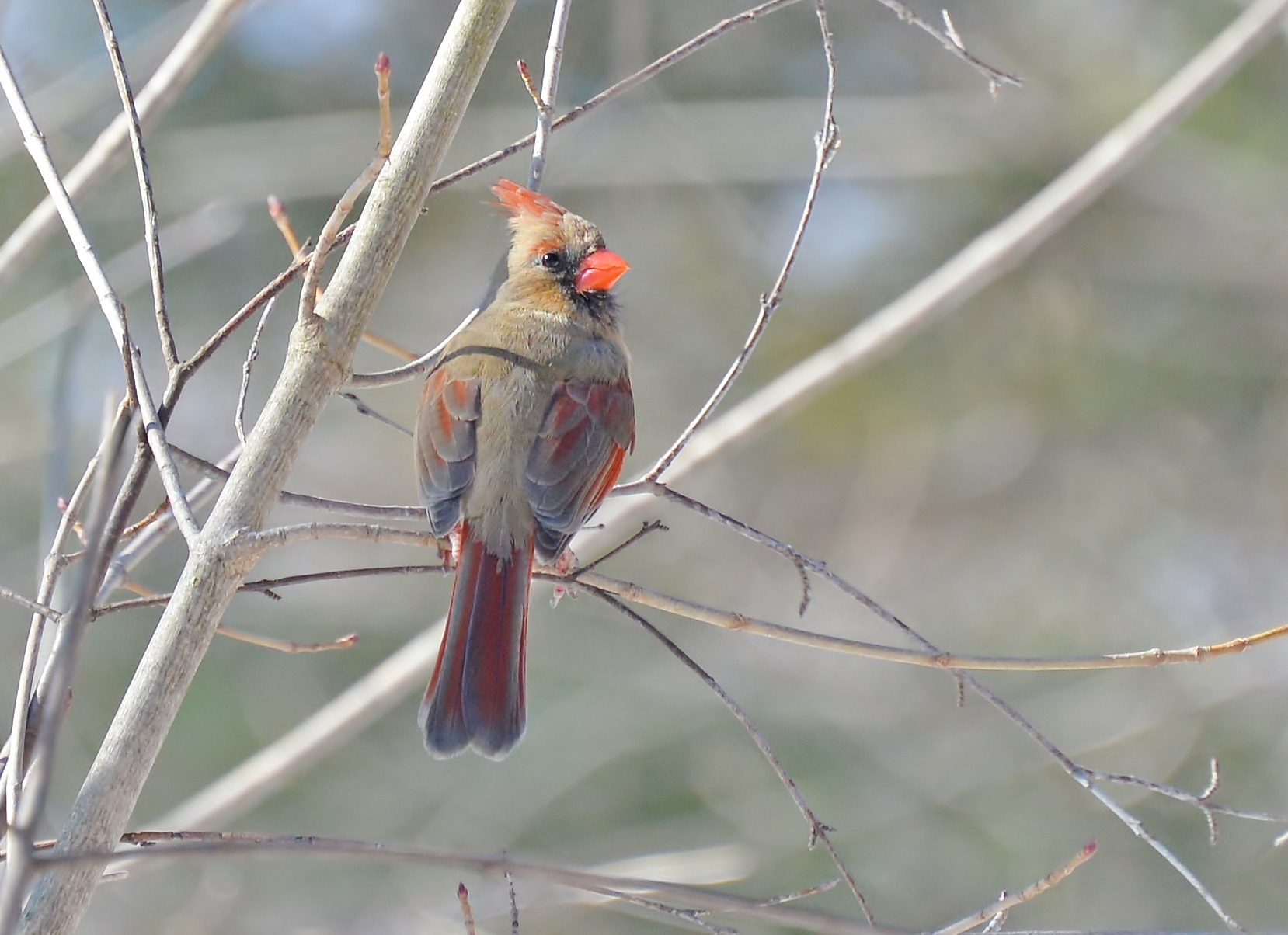
Самиця кардинала червоного

Кардина́л черв́оний (Cardinalis cardinalis L.) — птах ряду горобцеподібних, родини кардиналових, завбільшки з шпака; поширений у Північній Америці (в Сполучених Штатах і на півдні Канади). На півдні ареал заходить у Ґватемалу та Беліз, зустрічається також на Гаваях. Назва пташки походить від яскраво-червоного оперення самця, яке кольором нагадує червону мантію римо-католицьких кардиналів.
Птахи середніх розмірів, близько 21-23 см довжиною, вагою 45-50 г, з міцним червоним дзьобом та довгим хвостом. Оперення самиці має лише фрагменти яскраво-червоного забарвлення — на дзьобі, на чубчику та по краях окремих пер крил і хвоста. Загальний колір самиці бурувато-оливковий. Навколо дзьоба в обох є темна «борода».
Червоні кардинали віддають перевагу густим чагарникам та переліскам, однак для пошуків їжі часто відвідують годівнички на подвір'ях і в парках, все ж стараючись триматись поблизу гущавин. Птахи формують пару на все життя, перебуваючи цілий рік разом і перегукуючись м'яким делікатним пересвистуванням.
Цікавим є звичай самця годувати самицю під час залицяння. Також, самець частіше виконує пошук поживи на землі, пізніше прикликаючи самицю до знахідок. Тривалість життя червоного кардинала оцінюють у 15,75 року, що досить багато для птахів.